# Eichstätt (stad)
Eichstätt is een plaats in de Duitse deelstaat Beieren. Het is de Kreisstadt van de Landkreis Eichstätt. De stad telt 13.343 inwoners.
De stad is de zetel van de bisschop van het rooms-katholieke bisdom Eichstätt. Sinds 1980 bevindt zich hier de enige rooms-katholieke universiteit van Duitsland, de Katholieke Universiteit Eichstätt-Ingolstadt. 

## Geschiedenis
Tijdens de Dertigjarige Oorlog, in 1633, werd de stad verschillende keren ingenomen door de strijdende partijen. In april 1633 opende de stad haar poorten voor een Zweeds leger, maar het garnizoen in de burcht bood twee weken lang weerstand alvorens zich over te geven. In oktober 1633 heroverde een katholiek leger de stad met hulp van jezuïeten die van binnen de poorten openden. In december 1633 heroverden de Zweden de stad en staken haar bij hun aftocht in brand. In 1634 was de streek terug in handen van katholieke troepen.

## Bezienswaardigheden
- Figurenfeld Alois Wünsche-Mitterecker, een beeldenpark en gedenkteken met 78 sculpturen in het Hessental. Het Figurenfeld is tussen 1958 en 1975 gecreëerd door de beeldhouwer Alois Wünsche-Mitterecker (1903-1975).

## Geboren
- Anton Fils (1733–1760), componist

Adelschlag ·
Altmannstein ·
Beilngries ·
Böhmfeld ·
Buxheim ·
Denkendorf ·
Dollnstein ·
Egweil ·
Eichstätt ·
Eitensheim ·
Gaimersheim ·
Großmehring ·
Hepberg ·
Hitzhofen ·
Kinding ·
Kipfenberg ·
Kösching ·
Lenting ·
Mindelstetten ·
Mörnsheim ·
Nassenfels ·
Oberdolling ·
Pförring ·
Pollenfeld ·
Schernfeld ·
Stammham ·
Titting ·
Walting ·
Wellheim ·
Wettstetten